# Leucadendron diemontianum
Espèce
Leucadendron diemontianum est une espèce de plantes à fleurs de la famille des Proteaceae. C'est un arbuste à fleurs originaire du Cap-Occidental en Afrique du Sud et présent dans le fynbos. 

## Description
Leucadendron diemontianum est un arbuste qui atteint 2,2 m de haut et fleurit en juin. Lors d'un incendie, la plante meurt mais ses graines survivent. Celles-ci sont stockées dans un trou sur la plante femelle et tombent au sol après un incendie. Elles sont disséminées par le vent. Les graines sont ailées. La plante est unisexuée et il existe des plants distincts avec des fleurs mâles et femelles, pollinisées par de petits coléoptères. La plante pousse principalement dans le sable emporté par le vent, à une altitude comprise entre 0 et 300 m.

## Répartition et habitat
Leucadendron diemontianum' pousse sur les contreforts des monts Great Winterhoek à Visgat, Onderboskloof et Rosendal, ainsi qu'à Heuningvlei, dans le nord du Cederberg.

## Galerie

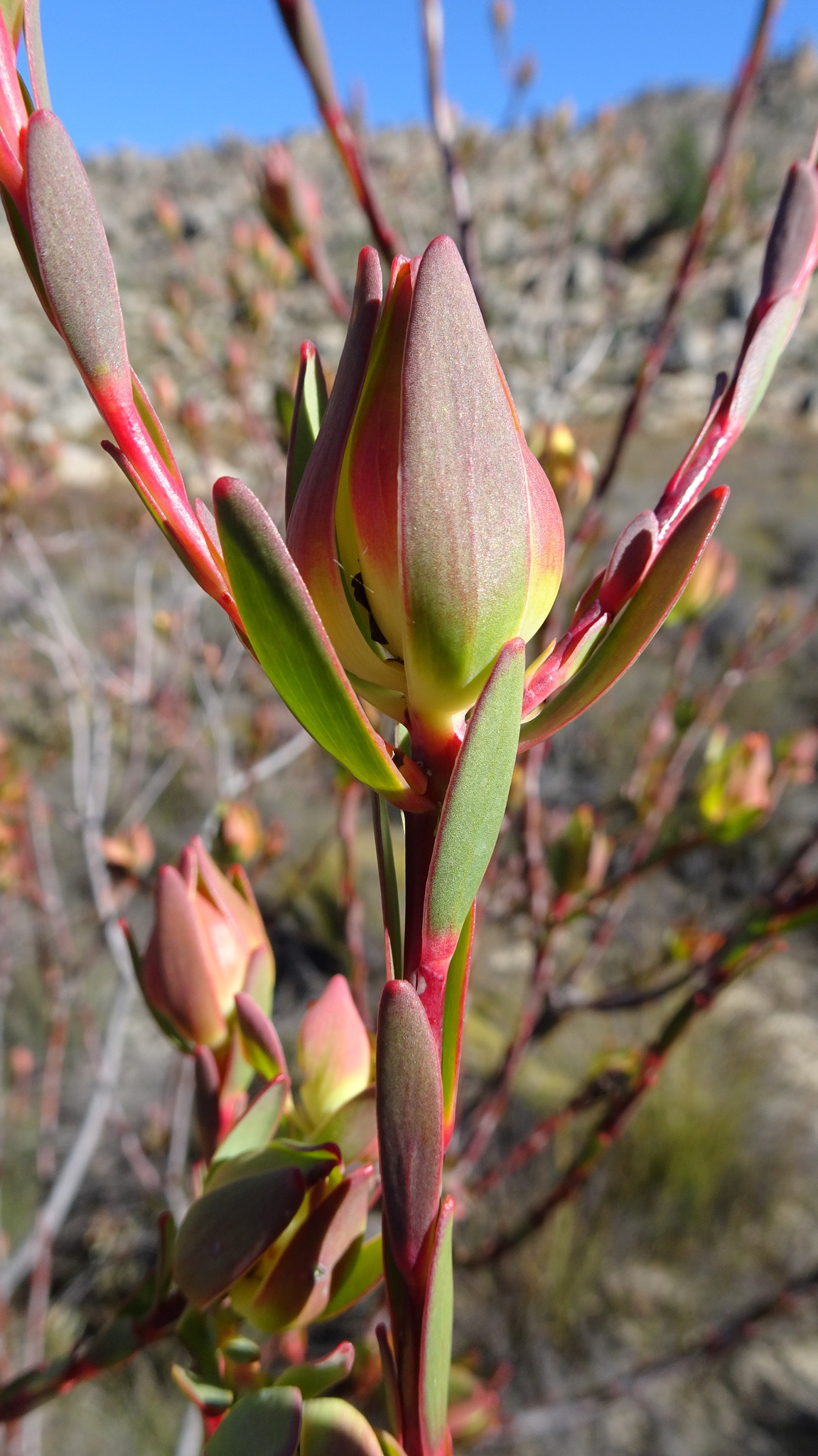
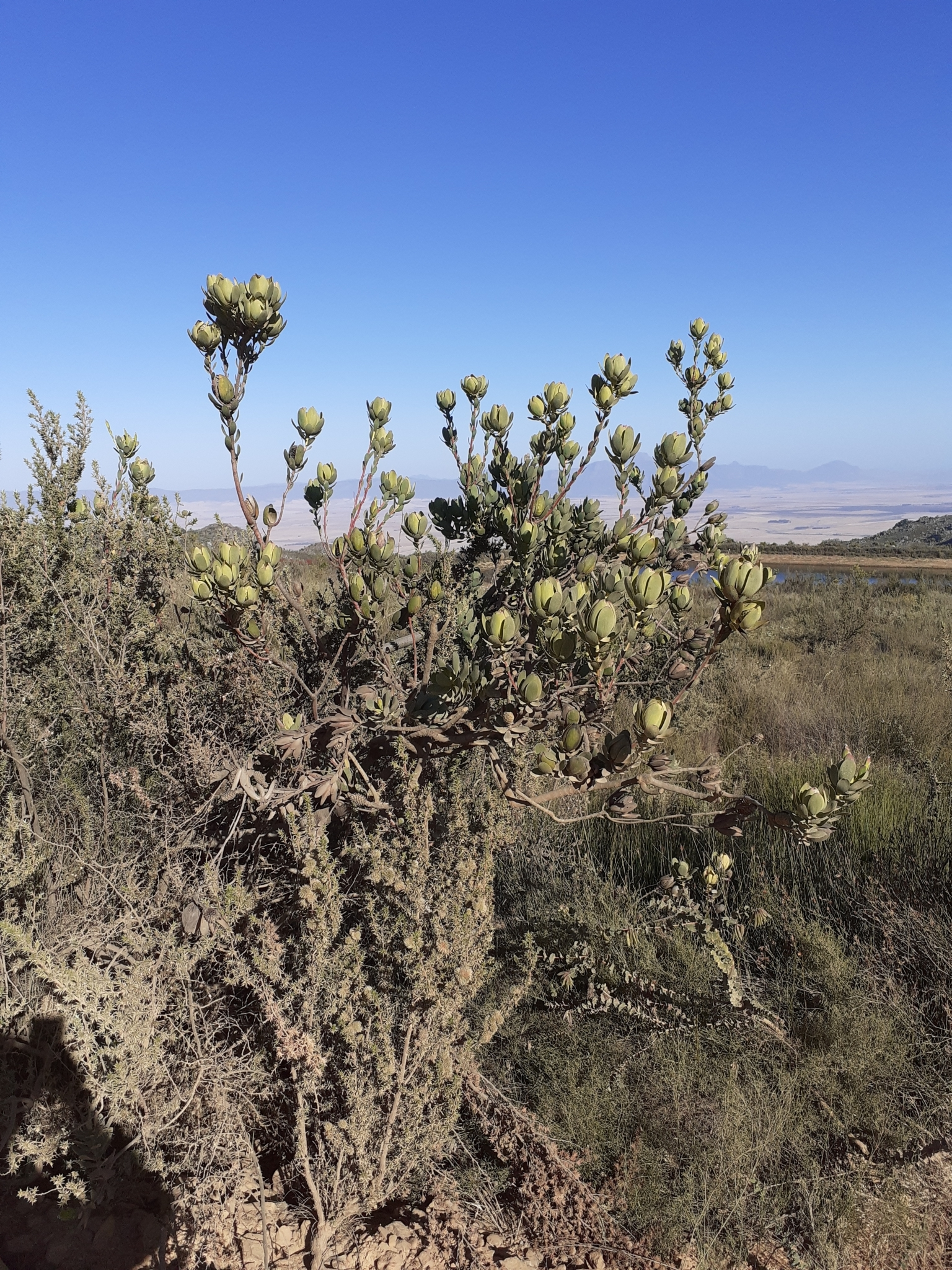

## Dénominations
Cet arbuste est appelé communément en afrikaans Visgattolbos, et, en anglais, Visgat Conebush.

## Systématique
Le nom correct complet (avec auteur) de ce taxon est Leucadendron diemontianum I.Williams (d). 